# Coeficient de encefalizare
| Specii             | Coeficientul de encefalizare (EQ) |
| ------------------ | --------------------------------- |
| Om                 | 7,4-7,8                           |
| Delfin cu bot gros | 4,14                              |
| Orca               | 2,57-3,3                          |
| Cimpanzeu          | 2,2-2,5                           |
| Maimuță Rhesus     | 2,1                               |
| Elefant            | 1,13-2,36                         |
| Câine              | 1,2                               |
| Pisică             | 1,00                              |
| Cal                | 0,9                               |
| Oaie               | 0,8                               |
| Șoarece            | 0,5                               |
| Șobolan            | 0,4                               |
| Iepure             | 0,4                               |

Coeficientul de encefalizare reprezintă raportul dintre masa reală a creierului și media de masă cunoscută a corpului, care este considerată o estimare a inteligenței unui animal.